# Darvi járás (Góbi-Altaj)
Darvi járás (mongol nyelven: Дарви сум) Mongólia Góbi-Altaj tartományának egyik járása. Területe 3523 km². Népessége kb. 2400 fő.
Székhelye Darvi (Дарви), mely 186 km-re nyugatra fekszik Altaj tartományi székhelytől.